# Paul Iacob
Paul Iacob (n. 21 iunie 1996, Constanța, România) este un fotbalist român, care joacă pe post de mijlocaș la Oțelul Galați în SuperLiga României.
Iacob a început fotbalul Farul Constanța, cu care a ocupat locul doi la Campionatul Național de juniori D. Printre antrenorii pe care i-a avut la juniori se numără Constantin Mareș, Mihai Turcu, alături de care a cucerit trofeul, și Iosif Bukossy, antrenorul care l-a descoperit pe marele Gheorghe Hagi.
În iunie 2022, a semnat un contract pentru două sezoane cu Rapid București.